# Willy Coppens
Willy Coppens, właśc. Willy Omer François Jean Coppens de Houthulst (ur. 6 lipca 1892 w Watermael-Boitsfort, zm. 21 grudnia 1986 w Antwerpii) – belgijski lotnik Aviation Militaire Belge, czołowy belgijski as myśliwski z okresu I wojny światowej. Znany jako „Niebieski Diabeł”. Odniósł 37 zwycięstw powietrznych.

## Życiorys
Willy Coppens urodził się w Watermael-Boitsfort (Watermaal-Bosvoorde). Wstąpił do służby wojskowej w 1912, służąc początkowo w 2 pułku grenadierów. W 1914 uzyskał przeniesienie do lotnictwa (Compagnie des Aviateurs). Następnie, na własny koszt, razem z 39 innymi Belgami, ukończył kurs pilotażu w cywilnej szkole w Hendon w Anglii.
W 1916 został skierowany na front. Mimo chęci zostania pilotem myśliwskim, początkowo został przydzielony do 6. eskadry (escadrille), gdzie latał na dwumiejscowych samolotach obserwacyjnych, a następnie do 4. eskadry, wykonującej loty na samolotach bombowych. 14 lipca 1917 udało mu się uzyskać przeniesienie do 1. eskadry, stając się pilotem myśliwskim. Brał udział w kilku walkach powietrznych, lecz bez oficjalnie uznanych zwycięstw. W sierpniu Coppens otrzymał nowy myśliwiec Hanriot HD.1, nie cieszący się uznaniem pozostałego personelu, przyzwyczajonego do latania na Nieuportach. Na pomalowanym na kolor błękitny Hanriocie odniósł następnie wszystkie swoje późniejsze zwycięstwa, zyskując wśród Niemców przezwisko: „Niebieski Diabeł”. 18 lutego 1918 wykonał rajd nad okupowaną Brukselę, rozrzucając ulotki.
W marcu 1918 Coppens został przeniesiony do 9. eskadry myśliwskiej. 25 kwietnia odniósł swoje pierwsze uznane zwycięstwo powietrzne, zestrzeliwując niemiecki samolot, a 8 maja zestrzelił dwa niemieckie balony obserwacyjne, korygujące ogień artylerii. Chociaż balony stanowiły nieruchomy cel, to dostęp do nich był zwykle silnie broniony ogniem z ziemi, a skuteczny ogień do nich musiał być prowadzony z niewielkiej odległości. 15 maja, w rejonie Houthulst, gdy przelatywał nad kolejnym atakowanym balonem, wznoszący się balon zaczepił o podwozie samolotu Coppensa, powodując, że osiadł on na powłoce balonu. Po tym mimowolnym lądowaniu na balonie, Coppens wyłączył silnik w celu uchronienia śmigła przed uszkodzeniem i gdy jego samolot ześlizgnął się z balonu, odleciał, niszcząc wcześniej balon. Za to zdarzenie, król Albert I odznaczył go belgijskim Krzyżem Wojennym. Wkrótce Coppens okazał się ekspertem w niszczeniu balonów obserwacyjnych – łącznie do 14 października zestrzelił ich aż 35, a nadto 2 nieprzyjacielskie samoloty. Wraz z kolejnymi zwycięstwami, Coppens był odznaczany wieloma dalszymi orderami państw sprzymierzonych: francuskimi, brytyjskimi i serbskimi, a 31 lipca został odznaczony belgijskim Orderem Leopolda II. Powierzono mu też dowództwo 9. eskadry.
3 sierpnia 1918 zestrzelił przygotowany specjalnie na niego jako pułapka balon wypełniony materiałami wybuchowymi, który eksplodując omal go nie zabił.
14 października 1918 Willy Coppens, atakując swój 35. balon, został trafiony pociskiem zapalającym w tętnicę udową. Pomimo to, udało mu się zestrzelić balon i wylądować awaryjnie po swojej stronie frontu. Jednakże, rana okazała się na tyle poważna, że zaszła konieczność amputacji nogi. W lipcu 1919 Coppens został awansowany na stopień kapitana i otrzymał od króla tytuł barona de Houthulst.
Po I wojnie światowej Coppens pracował do 1940 jako belgijski attaché wojskowy we Francji, Wielkiej Brytanii, Włoszech i Szwajcarii. W 1931 opublikował wspomnienia Days on the Wing. Zmarł 21 grudnia 1986 w Antwerpii, jako prawdopodobnie ostatni as I wojny światowej. Coppens był największym asem myśliwskim lotnictwa belgijskiego i zarazem zestrzelił najwięcej balonów spośród pilotów I wojny światowej.